# منتخب الهند لدوري الرغبي
منتخب الهند لدوري الرغبي هو ممثل الهند الرسمي في المنافسات الدولية في دوري الرغبي .